# جون ويلان
جون ويلان (بالإنجليزية: John Whelan)‏ هو صحفي وسياسي أيرلندي، ولد في 24 مارس 1961 في جمهورية أيرلندا. حزبياً، نشط في حزب العمال (جمهورية أيرلندا). وقد انتخب عضو مجلس الشيوخ من أيرلندا عن دائرة Labour Panel ‏ وقد انضم خلال فترته النيابية ‏ (25 مايو 2011 – 9 فبراير 2016)  للكتلة البرلمانية حزب العمال (جمهورية أيرلندا).